# La Villeneuve-au-Châtelot
La Villeneuve-au-Châtelot is een gemeente in het Franse departement Aube in de regio Grand Est. De plaats maakt deel uit van het arrondissement Nogent-sur-Seine.

## Geschiedenis
De gemeente maakte deel uit van het kanton Villenauxe-la-Grande totdat dit op 22 maart 2015 werd opgeheven en de gemeenten werden opgenomen in het aangrenzende kanton Nogent-sur-Seine.

## Geografie
De oppervlakte van La Villeneuve-au-Châtelot bedraagt 6,1 km², de bevolkingsdichtheid is 20,7 inwoners per km².
De onderstaande kaart toont de ligging van La Villeneuve-au-Châtelot met de belangrijkste infrastructuur en aangrenzende gemeenten.

## Demografie
Onderstaande figuur toont het verloop van het inwonertal (bron: INSEE-tellingen).

Vanwege een beveiligingsprobleem met de MediaWiki Graph-software is het momenteel niet mogelijk deze grafiek weer te geven. Zodra de software is bijgewerkt zal de grafiek vanzelf weer zichtbaar worden.
Barbuise · Bouy-sur-Orvin · Courceroy · Ferreux-Quincey · Fontaine-Mâcon · Fontenay-de-Bossery · Gumery · La Louptière-Thénard · Marnay-sur-Seine · Le Mériot · Montpothier · La Motte-Tilly · Nogent-sur-Seine · Périgny-la-Rose · Plessis-Barbuise · Pont-sur-Seine · Saint-Aubin · Saint-Nicolas-la-Chapelle · La Saulsotte · Soligny-les-Étangs · Traînel · La Villeneuve-au-Châtelot · Villenauxe-la-Grande
1. ↑  Populations de référence 2022.